# Sitagliptin
Sitagliptin ist ein oral wirksamer Arzneistoff zur Behandlung des Diabetes mellitus Typ 2. Es gehört zur Wirkstoffgruppe der Inhibitoren der Dipeptidylpeptidase 4 (auch Gliptine genannt), die neben den Inkretinmimetika auf der Wirkung des Glucagon-like Peptid 1 (GLP-1) beruhen. Sitagliptin wurde von MSD Sharp & Dohme entwickelt und 2006 durch die FDA in den USA zugelassen. Der Green Presidential Award 2010 des US-Präsidenten wurde den Firmen MSD Sharp & Dohme und Codexis für die verbesserte grüne Synthese von Sitagliptin zugesprochen.

## Pharmakologie

### Wirkmechanismus
Die Wirkung von Sitagliptin beruht auf der Hemmung des Enzyms Dipeptidylpeptidase 4 (DPP-4), das für den Abbau des Hormons Glucagon-like Peptid 1 (GLP-1) verantwortlich ist. Da das von den L-Zellen der Darmschleimhaut gebildete GLP-1 die Freisetzung des blutzuckersenkenden Hormons Insulin anregt und die Sekretion des Insulin-Gegenspielers Glucagon reduziert, führt eine Hemmung der Dipeptidylpeptidase 4 durch Sitagliptin zu einer Senkung des Blutzuckerspiegels bei diabetischen Patienten. Die Wirkung des GLP-1 im Rahmen der Insulinantwort wird als Inkretin-Effekt bezeichnet.

### Pharmakokinetik
Die maximale Plasmakonzentration nach Aufnahme von 100 Milligramm Sitagliptin wird beim erwachsenen Menschen nach ein bis vier Stunden erreicht. Die Plasmahalbwertszeit liegt bei rund zwölf Stunden. Für die absolute Bioverfügbarkeit nach oraler Aufnahme wurde ein Wert von 87 Prozent bestimmt. Die Bindung an Plasmaproteine ist mit rund 38 Prozent gering, das Gesamtverteilungsvolumen beträgt 198 Liter. Der mit 79 Prozent größte Teil der Substanz wird unverändert mit dem Urin ausgeschieden, nur ein kleiner Teil wird über Metabolisierungsreaktionen chemisch verändert. Hauptverantwortlich für die Metabolisierung sind die Cytochrom-P450-Enzyme CYP3A4 und CYP2C8.

## Eigenschaften
Der Feststoff liegt als Phosphat in Monohydratform vor und ist ein weißes, kristallines und nicht hygroskopisches Pulver. Sitagliptin ist löslich in Wasser, gering löslich in Methanol, sehr gering löslich in Ethanol, Aceton und Acetonitril und unlöslich in Isopropanol.

## Therapeutische Anwendung
Sitagliptin wird zur Behandlung des nicht-insulinpflichtigen Diabetes mellitus Typ 2 eingesetzt und beim erwachsenen Menschen im Regelfall einmal täglich in einer von der Nierenfunktion abhängigen Einzeldosis von 25 bis 100 Milligramm eingenommen. Es dient nicht vorrangig zur kurzfristigen Behandlung von Hyperglykämien oder zum gezielten Einsatz vor Mahlzeiten, sondern zur Verbesserung der körpereigenen Insulinantwort bei einer längerfristigen Behandlung.

### Zulassungsstatus
Sitagliptin wurde im Oktober 2006 von der amerikanischen Arzneimittelzulassungsbehörde Food and Drug Administration (FDA) sowohl für eine Monotherapie als auch für die Anwendung in Kombination mit Metformin oder Glitazon zugelassen. Im März 2007 erteilte die Europäische Kommission die Genehmigung für das Inverkehrbringen in der Europäischen Union (EU), wo Sitagliptin für die orale Anwendung in Kombination mit Metformin oder einem Thiazolidin (Insulin-Sensitizer) zugelassen ist, seit 2008 bei Metformin-Unverträglichkeit auch in Kombination mit einem Sulfonylharnstoff. Als bisher einziger DPP-4-Hemmer ist Sitagliptin auch in Monotherapie (bei Metformin-Unverträglichkeit), in Dreierkombination mit Metformin und Thiazolidin oder Sulfonylharnstoff sowie kombiniert mit Insulin (mit und ohne Metformin) zugelassen.
Sitagliptin war die erste Substanz einer neuen Klasse von Wirkstoffen, die als Dipeptidyl-Peptidase-Hemmer oder DPP-4-Inhibitoren bezeichnet werden. Weitere Substanzen aus dieser Gruppe sind Vildagliptin, Saxagliptin und Alogliptin. Eine erhoffte protektive Wirkung auf das kardiovaskuläre System konnte bisher nicht gezeigt werden. Hinweise auf kardiale Risiken fanden sich im Gegensatz zu den Sulfonylharnstoffen und Glitazonen jedoch nicht. DPP-4-Inhibitoren sind die zweite Wirkstoffgruppe neben den Inkretinmimetika, die auf dem Inkretin-Effekt beruhen.

### Indikation und therapeutischer Nutzen
Sitagliptin wird zur Behandlung des Diabetes mellitus bei Patienten angewendet, bei denen mit Diät und Bewegung allein der Blutzucker nicht ausreichend gesenkt werden kann und Metformin ungeeignet ist. Sitagliptin zur Therapie des Typ 2-Diabetes kommt als Alternative zur Insulintherapie in Betracht, wenn andere orale Antidiabetika in Mono- oder Kombinationstherapie versagen. Eine antidiabetische Sitagliptin-Monotherapie, primär bei einem neuentdeckten Diabetes oder sekundär bei Versagen anderer oraler Antidiabetika, ist zwar in den USA, nicht aber in Europa zugelassen.
In klinischen Studien zeigte sich, dass der Effekt von GLP-1 vom Blutzuckerspiegel abhängig ist. Da die Wirkung von Sitagliptin über das GLP-1 erfolgt, besteht bei einer Behandlung mit Sitagliptin im Gegensatz zu einigen bisher zugelassenen oral einzunehmenden antidiabetischen Medikamenten praktisch kein Risiko einer Unterzuckerung bei einer Überdosierung. Gegenüber dem Inkretin-Mimetikum Exenatid hat Sitagliptin für die Patienten den Vorteil, dass es nicht gespritzt werden muss, sondern in Tablettenform eingenommen werden kann.
Die für Exenatid beobachtete Senkung des Körpergewichts konnte für Sitagliptin nicht gezeigt werden. Andererseits kommt es bei einer Behandlung mit Sitagliptin auch nicht zu einer Gewichtszunahme, einer häufigen Begleiterscheinung mancher anderer oraler Antidiabetika. Darüber hinaus haben einige Studien Hinweise erbracht, dass die Dipeptidyl-Peptidase-Hemmer wie die Inkretin-Mimetika positive Effekte auf die insulinproduzierenden Betazellen in den Langerhansschen Inseln der Bauchspeicheldrüse haben und diese möglicherweise vor einem Funktionsverlust schützen beziehungsweise diesen hinauszögern. Die tatsächliche klinische Relevanz dieser Beobachtung ist jedoch unklar.
Studien mit harten klinischen Endpunkten, die eine langfristig schützende Wirkung des Medikaments belegen, liegen derzeit nicht vor.
Bei der Dossierbewertung der Gliptine gemäß Arzneimittelmarktneuordnungsgesetz (AMNOG) ist das IQWiG zu einem positiven Ergebnis („Zusatznutzen“) gekommen.

### Nebenwirkungen, Kontraindikationen und Interaktionen
Kontraindikationen sind Niereninsuffizienz, Schwangerschaft und Stillzeit. An häufigen Nebenwirkungen (1–10 % der Behandelten) traten Kopfschmerzen und Hypoglykämien auf, bei Letzterer in der Kombination mit Sulfonylharnstoffen (4,7 %–13,8 %) und Insulin (9,6 %). Gelegentlich (1–10 ‰ der Behandelten) wurde von Schwindel, Verstopfung und Pruritus berichtet. Es gibt weitere Nebenwirkungen wie Erkrankungen der Haut oder der Skelettmuskulatur, jedoch ist die Häufigkeit nicht bekannt. Für das Herzglykosid Digoxin zeigte sich ein leichter Anstieg des Plasmaspiegels bei gleichzeitiger Gabe mit Sitagliptin, für den allerdings im Normalfall keine Anpassung der Dosierung beider Medikamente empfohlen wird. Es sind Einzelfälle von akuter Pankreatitis beschrieben.

## Handelsnamen
Monopräparate
Januvia (D, A, CH), Tesavel (A), Xelevia (D, A, CH)
Kombinationspräparate
Mit Metformin: Efficib (A), Janumet (D, A, CH), Velmetia (D, A, CH)